# Voetfetisjisme

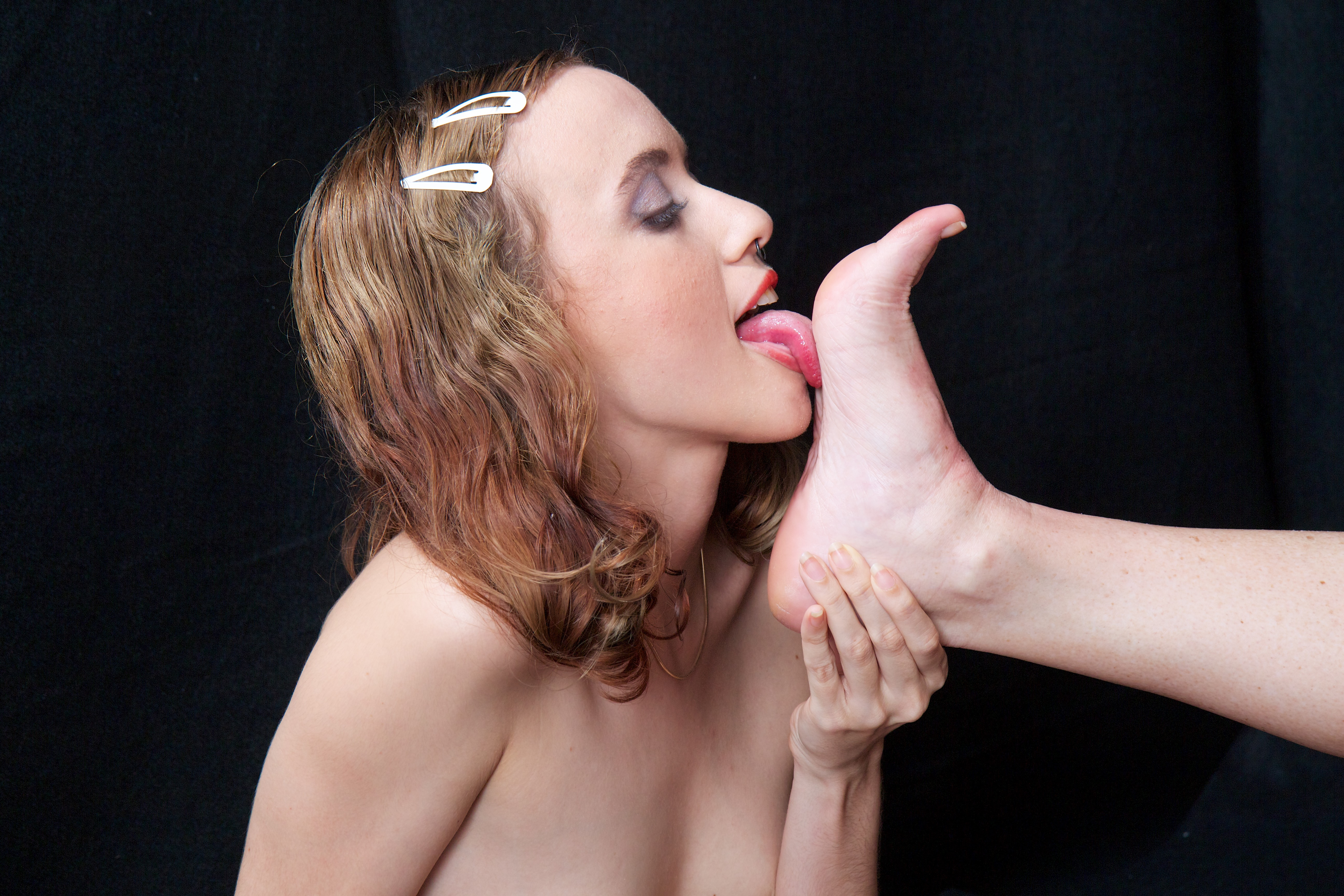
Voetfetisjisme

Voetfetisjisme is een seksueel fetisjisme waarbij een persoon seksueel opgewonden raakt van voeten. Hieronder vallen blote voeten, maar ook voeten in pantykousen, in sokken, in (sport)schoenen of laarzen (al dan niet met panty's of sokken daarin). Bij mannenvoeten draait het ook vaak om blote voeten, maar soms ook om slippers of sandalen. De ene fetisjist heeft meer belangstelling voor de onderkant van de voet (de voetzool), de andere voor de tenen, en weer een andere voor de boog aan de binnenzijde van de voet. 
Een onderzoek naar de seksuele fantasieën van meer dan 4.175 Amerikanen in het boek Tell Me What You Want - The Science of Sexual Desire and How It Can Help You Improve Your Sex Life van de auteur Justin J.Lehmiller, meldt dat 1 op de 7 mensen een voetfetisj zou hebben. Hoewel zowel mannen als vrouwen seksueel aangetrokken kunnen worden tot voeten, lijken volgens hem mannen deze interesse veel vaker te hebben dan vrouwen: 19,5% van de bij zijn onderzoek benaderde mannen gaf aan ooit een seksuele fantasie te hebben gehad met voeten, en slechts 8% van de ondervraagde vrouwen.
Er zijn verschillende vormen van deze fetisj:
- het (heimelijk) kijken naar voeten
- het kussen van voeten
- het likken aan voeten, zolen en tenen
- het ruiken aan voeten
- 'footjob': iemand trekt de man met zijn voeten af. Voor vrouwen zet iemand zijn voeten op haar borsten.
- en een heel specifieke: pedal pumping, het zien hoe iemand met blote voeten autorijdt

Een grote verwarring die vaak bij voetfetisjisme voorkomt is genot van masochisme. Er is echter een klein aantal dat hier ook van geniet. Dit betekent onderdanig gedrag en vernedering, hoewel we dit ook kunnen onderverdelen in een specifieke vorm. De fetisjist plaatst zich letterlijk aan de voet van de partner, aanbidt datgene wat in de regel als onfris, als laag bij de grond wordt gezien. Het benaderen van de voet is 'not done', en daarom voor sommigen juist heel spannend. Echter is dit aantal dusdanig klein dat een voetfetisj hier niet mee vergeleken mag worden. Sterker nog, een groot aantal voetfetisjisten heeft juist een afkeur voor de relatie met masochisme. Vooral bij de man is het juist vaak voorkomend dat hij die voeten wil 'gebruiken' en/of de 'baas spelen' wil over de voeten.
Voetfetisjisme kan al heel vroeg in de jeugd ontstaan, als onderdeel van de eerste ontluikende seksualiteit. Een mogelijke verklaring voor de fetisj vond de Amerikaanse neuroloog Vilayanur Ramachandran in de positie van de voeten en de genitalia op de somatosensibele homunculus.
Factoren voor de seksuele beleving kunnen onder andere de vorm van de voet zijn (grootte, elegantie, zachtheid, wel of niet gelakte teennagels), de lengte van de tenen, de ingenomen houding of de geur van de voet, waarbij iedere fetisjist zijn eigen voorkeuren heeft.